# Гонци (Верона)
Гонци је насеље у Италији у округу Верона, региону Венето.
Према процени из 2011. у насељу је живело 37 становника. Насеље се налази на надморској висини од 705 м.